# Felipe Tromp
Felipe Benito Tromp (ook bekend als Felepito Tromp) (Aruba, 15 oktober 1917 – aldaar, 12 augustus 1995) was een Arubaanse onderwijzer, voormalig politicus en de eerste Gouverneur van Aruba na het verkrijgen van een status aparte binnen het Koninkrijk der Nederlanden.

## Biografie
Na de ULO-opleiding op Aruba, volgde Tromp in Nijmegen vier jaar gymnasium en vervolgens de onderwijzersopleiding. In 1942 behaalde hij zijn hoofdakte. In de oorlogsjaren werd hij gemobiliseerd en werkte hij na demobilisatie bij het gemeente-secretarie in Den Haag. In 1945 keerde hij terug naar Aruba waar hij in 1946 zijn L.O. Engels en in 1948 zijn L.O. Spaans behaalde. Hij werkte in het basisonderwijs en in het voortgezet onderwijs (MULO). Na alle rangen in het onderwijs te hebben doorlopen was hij van 1975 tot zijn pensionering in 1978 directeur van het departement van onderwijs. Ook hierna bleef hij zich inzetten voor het onderwijs als voorzitter van de Stichting Katholiek Onderwijs Aruba (SKOA) en van Stichting Avond-HAVO Aruba.
Naast het onderwijs was Tromp een belangrijke deel van zijn leven actief in de Antilliaanse en Arubaanse politiek. Hij was een van de oprichters van de partij UNA op 17 oktober 1948 en werd partijleider en lijsttrekker. Van 1949 tot 1951 was hij lid van de Staten van de Nederlandse Antillen. Tussen 1951 en 1955 was hij gedeputeerde van onderwijs en tegelijkertijd lid van de eilandsraad. Tromp was in 1951, 1952 en 1954 lid van de Antilliaanse delegatie op de Rondetafelconferentie waar het Statuut voor het Koninkrijk der Nederlanden werd aanvaard. Van 1958 tot 1962 was hij minister van Onderwijs en Volksontwikkeling van de Nederlandse Antillen in het tweede kabinet Efraïn Jonckheer. Na geruime tijd de politiek te hebben verlaten trad Tromp aan als gouverneur op 1 januari 1986 en verliet het ambt op 12 maart 1992. Bij zijn afscheid als gouverneur werd hij benoemd tot Grootofficier in de Orde van Oranje-Nassau. Op 1 november 1993 werd de naar hem vernoemde nieuwe basisschool Colegio Felipe Tromp geopend te Montaña.
Tromp is overleden op zaterdag 12 augustus 1995, 77 jaar oud.
Hij was gehuwd en had twee zoons en een dochter.